# Kardinal-Stefan-Wyszyński-Universität Warschau

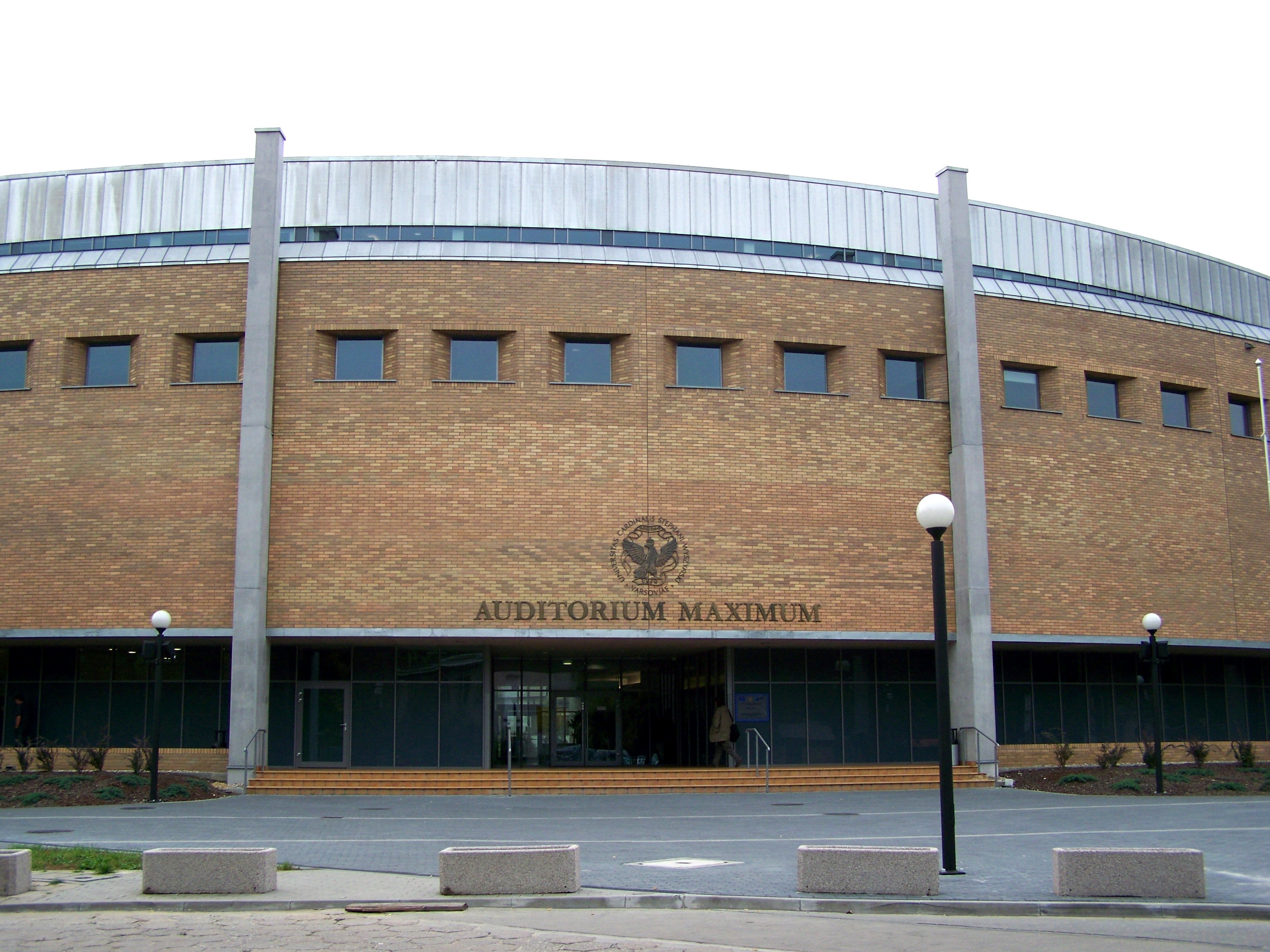
Auditorium maximum

Die Kardinal-Stefan-Wyszyński-Universität Warschau (poln.: Uniwersytet Kardynała Stefana Wyszyńskiego w Warszawie) ist eine nach Kardinal Stefan Wyszyński benannte Universität in Warschau.

## Geschichte
Die Vorläuferin der Kardinal-Stefan-Wyszyński-Universität war die Katholische Theologische Akademie (Akademia Teologii Katolickiej) in Warschau. Diese war 1954 gegründet worden, nachdem die kommunistische Regierung Polens im selben Jahr die Theologischen Fakultäten sowohl der Universität Warschau als auch der Jagiellonen-Universität in Krakau hatte schließen lassen.
Die Umwandlung der Katholischen Theologischen Akademie in eine Universität und die Errichtung der Kardinal-Stefan-Wyszyński-Universität erfolgte durch ein Gesetz, das der Sejm, das polnische Parlament, am 22. September 1999 verabschiedete und das vom Präsidenten der Republik Polen am 30. September 1999 verkündet wurde. Tags zuvor, am 29. September 1999, hatten die Regierung der Republik Polen und die polnische Bischofskonferenz im Palast der Erzbischöfe von Warschau dazu eine staatskirchenrechtliche Vereinbarung geschlossen. Dieser Vertrag bestimmt – im Einklang mit dem Konkordat – den rechtlichen Status der neuen Universität und ihrer Fakultäten; er garantiert die Freiheit der wissenschaftlichen Forschung sowie die kirchliche Mitwirkung in der Leitung der Universität durch den Großkanzler.
Rektor der Universität von 2005 bis 2010 war Ryszard Rumianek. Kanzler der Universität ist Erzbischof Kazimierz Nycz.

## Studiengänge
Zahlreiche Studiengänge stehen zur Auswahl:
- Apostolische Theologie
- Audiovisuelle Kultur
- Biblisch-pastorales Aufbaustudium
- Bioethik
- Ethik
- Europäischer Strukturfonds
- Europäisches Recht
- Familienwissenschaften
- Frühkindliche Pädagogik
- Geschichte
- Gesellschaftliche Publizistik
- Gesellschaftsrecht
- Heilpädagogik
- Informatik und Ökonometrie
- Journalismus und Kommunikation
- Kanonisches Recht
- Kunstgeschichte
- Mathematik
- Integrierter Studiengang Mathematik, Physik und Chemie
- Missiologie
- Medienerziehung und Journalismus
- Musikwissenschaft
- Pädagogik
- Philosophie
- Politikwissenschaft
- Polonistik
- Psychologie
- Rechtswissenschaft
- Sozialarbeit
- Sozialpädagogik
- Soziologie
- Suchtvorbeugung
- Theologie
- Umwelt des Menschen und Umwelterziehung
- Umweltmanagement
- Umweltschutz
- Verwaltung